# Sympetalandra
Sympetalandra là một chi thực vật có hoa trong họ Đậu.